# Quintanas de Gormaz
Quintanas de Gormaz es un municipio de España, perteneciente a la provincia de Soria, en la comunidad autónoma de Castilla y León. Tiene una población de 127 habitantes (INE 2024).

## Geografía
En su término e incluido en la Red Natura 2000 se encuentra el Lugar de Interés Comunitario conocido como Riberas del Río Duero y afluentes, ocupando 22 hectáreas, el 1 % de su término.

## Historia
Perteneció tras la reconquista de la zona al Alfoz de Gormaz, quedando su historia ligada a la villa de Gormaz hasta la liquidación de los señoríos en el siglo XIX. De ahí su nombre: "quintana", finca que pagaba al señor la quinta parte de los frutos. 
En el censo de Pecheros de 1528, constaban en Quintanas 48 fuegos. Los tributos se repartían a partes iguales en "tasas pechadas" por cada casa con fuego. Y la Villa y tierra de Gormaz, de la que formaba parte Quintanas, pertenecía al conde de Castro.  
En el censo de 1789, ordenado por el conde de Floridablanca, figuraba como lugar del Partido de Gormaz en la Intendencia de Soria, con jurisdicción de señorío y bajo la autoridad del alcalde pedáneo, nombrado por el conde de Ribadavia. Contaba entonces con 393 habitantes.
En 1895 se abrió al tráfico la línea Valladolid-Ariza, que permitió la conexión de la comarca con el resto de la red ferroviaria española. El municipio contaba con una estación de ferrocarril propia, que disponía de un edificio de pasajeros e instalaciones para mercancías. La línea fue cerrada al tráfico de pasajeros en enero de 1985 por ser considerada deficitaria.

## Demografía
Cuenta con una población de 127 habitantes (INE 2024).
| Gráfica de evolución demográfica de Quintanas de Gormaz entre 1842 y 2021                                             |
| |
| Población de derecho según los censos de población del INE. Población de hecho según los censos de población del INE. |

## Patrimonio

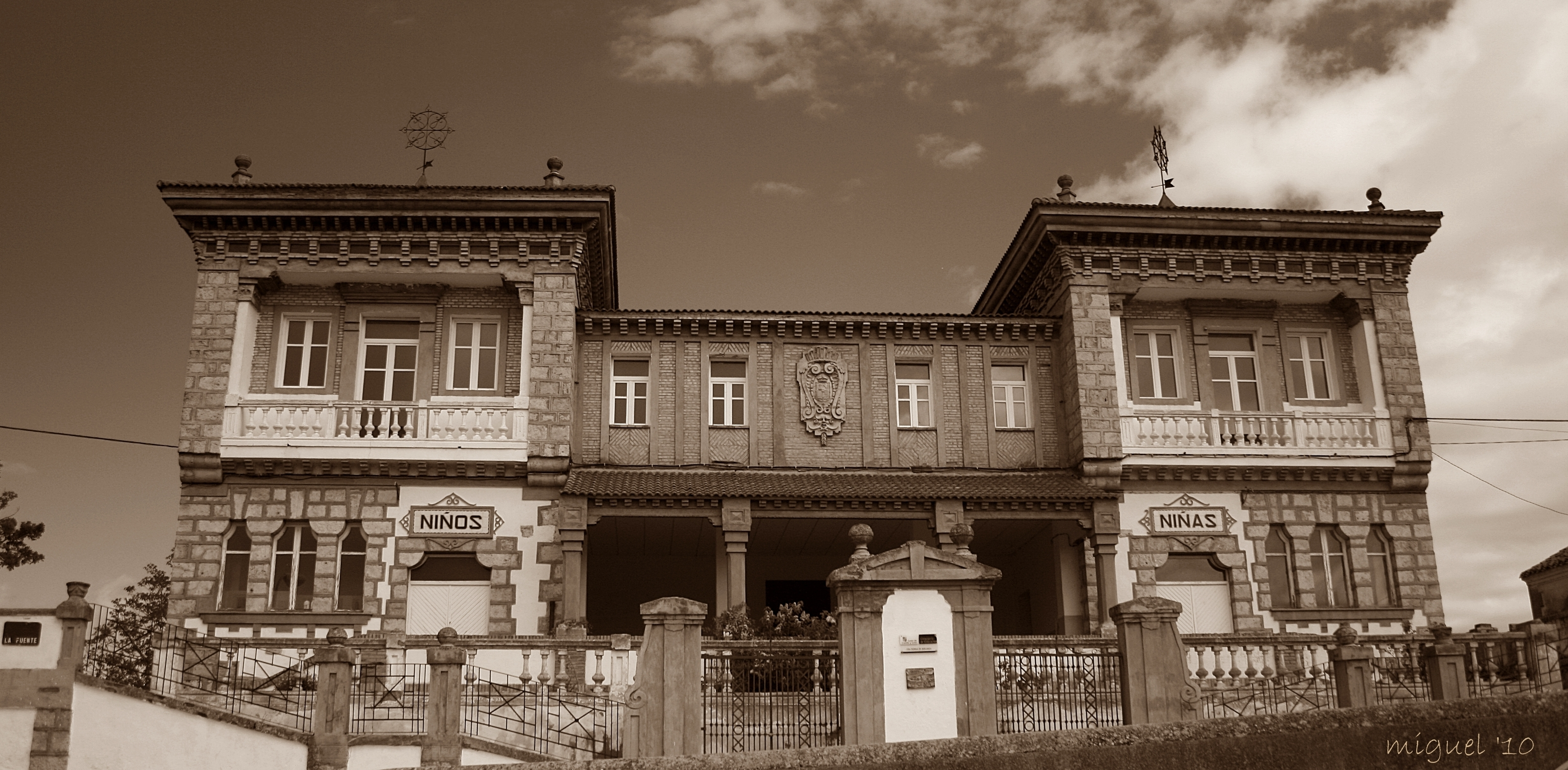
Imagen de la antigua escuela.

El edificio de las escuelas de Quintanas de Gormaz, obra del arquitecto Ramón Martiarena Lascurain (1897-1966), puede que sea la construcción escolar más emblemática del medio rural de la provincia de Soria. 
En el año 1927, cuando Laureano Soria era alcalde Quintanas de Gormaz, se construyó este edificio aprovechando la bonanza económica de entonces por la explotación local de la resina. En la planta de arriba estaba situada la casa del maestro. 
Actualmente es museo de la resina.